# 瑞士航空
瑞士航空（全稱Schweizerische Luftverkehr）曾是瑞士的國家航空公司，于1931年由原Balair和Ad Astra Aero合併而來。瑞航曾是世界上主要的國際航空公司之一，且因自身的經濟穩定性被稱作“飛行的銀行”並被認同為瑞士的國家符號。瑞士航空的總部設在位於克洛滕的蘇黎世機場。
1997年，瑞士航空集團的名稱由Swissair Group改為SAirGroup，其中包括四家子公司：SAirlines（瑞士航空和十字航空所屬公司）、SAirServices、SAirLogistics和SAirRelations。然而在擴張性的“獵人策略”及九一一袭击事件之後經濟蕭條的影響下，瑞航的資產失去價值，使風雨飄搖的瑞航在2001年10月停飛。原瑞航在瑞士聯邦政府的協助下堅持到2002年3月31日。2002年4月1日，瑞士國際航空在十字航空的基礎上成立，接收原瑞士航空的多數航線、機隊和員工後成為瑞士的載旗航空公司，唯在長期虧損後於2005年被漢莎航空收購，並於2006年加入星空聯盟。

## 歷史

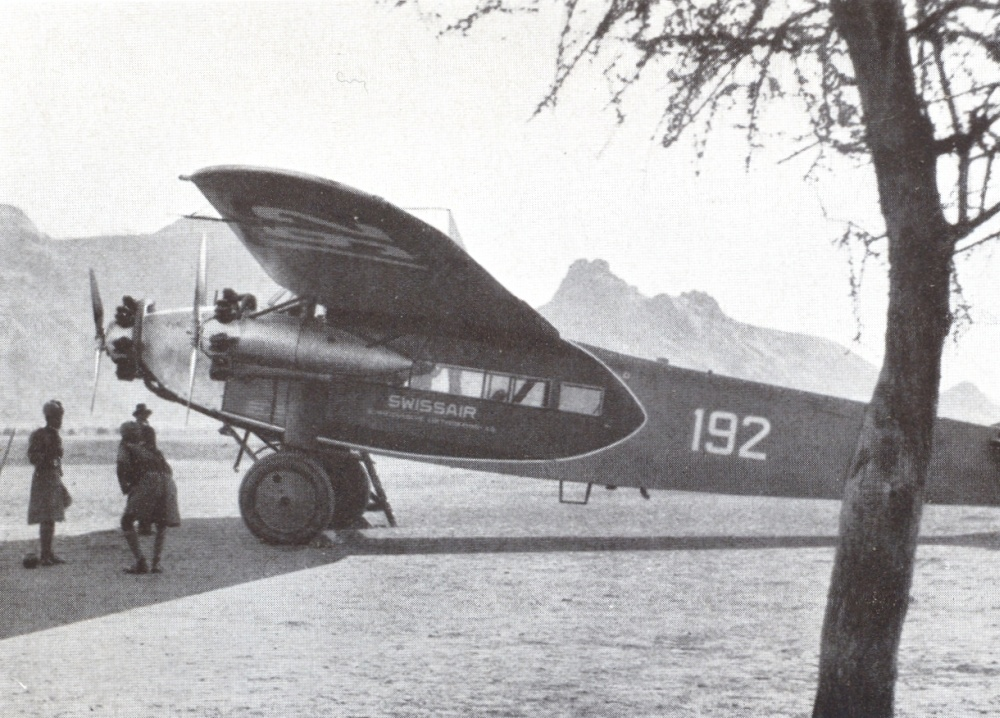
1934年2月，瑞士航空福克F.VIIb-3 m (CH-192)在蘇丹卡薩拉，由沃爾特·米泰爾霍澤駕駛

### 成立之初
1931年3月26日，成立於1919年的Ad Astra Aero和成立於1925年的Balair合併，組建瑞士航空公司（Swissair - Schweizerische Luftverkehr AG，德語義為瑞士航空運輸），創始人是巴爾茲·齊默曼和沃爾特·米泰爾霍澤。然而瑞航在初期並不獲政府支持，使用的名稱也並不統一，後來使用的“Swissair”這一名稱則由Balair董事長阿爾豐斯·艾因格提出。瑞航在運營初年雇傭了64人，包括10名飛行員、7名無線電工程師、8名機修工等。而瑞航的所有飛機共有85個座椅，且只在3月至10月運營。瑞航的航線網絡則有4,203（2,612英里）之長。
1932年4月17日，瑞士航空購入兩架洛克希德L-9獵戶，成為自捷克航空後第二間使用美國製飛機的航空公司。當時L-9獵戶是速度最快的商用飛機，瑞航將其投放在蘇黎世經慕尼黑至維也納的快線，漢莎航空受此影響，請求亨克爾製造一種速度與獵戶比肩的飛機，He 70飛機因此誕生。1933年，瑞士航空開通首條跨阿爾卑斯山的航線，由蘇黎世飛往米蘭。1934年，瑞士航空更在柯蒂斯T-32上首次聘用空中服務員，其中Nelly Diener是歐洲首位空中服務員，但於1934年7月27日在一次墜機事故中喪生。
1936年，瑞士航空引進道格拉斯DC-2，同時開通飛往倫敦的班機。次年道格拉斯DC-3也加入瑞航機隊。1939年8月27日，第二次世界大戰爆發前，德國和法國的領空關閉，瑞航飛往阿姆斯特丹、巴黎和倫敦的航線被迫停航。當時瑞士航空180名員工中有131人參軍。戰爭期間，一些航線重新開通，如飛往慕尼黑、柏林、羅馬和巴塞羅那的航線。1940年，由於對侵略的恐懼，瑞士航空臨時將總部遷至提契諾州的馬加迪諾。1944年8月，由於瑞士航空一架DC-2在斯圖加特被炸毀，瑞士航空不得不暫停運營。
1945年7月30日，瑞士航空的商業航空業務宣告恢復。

### 發展

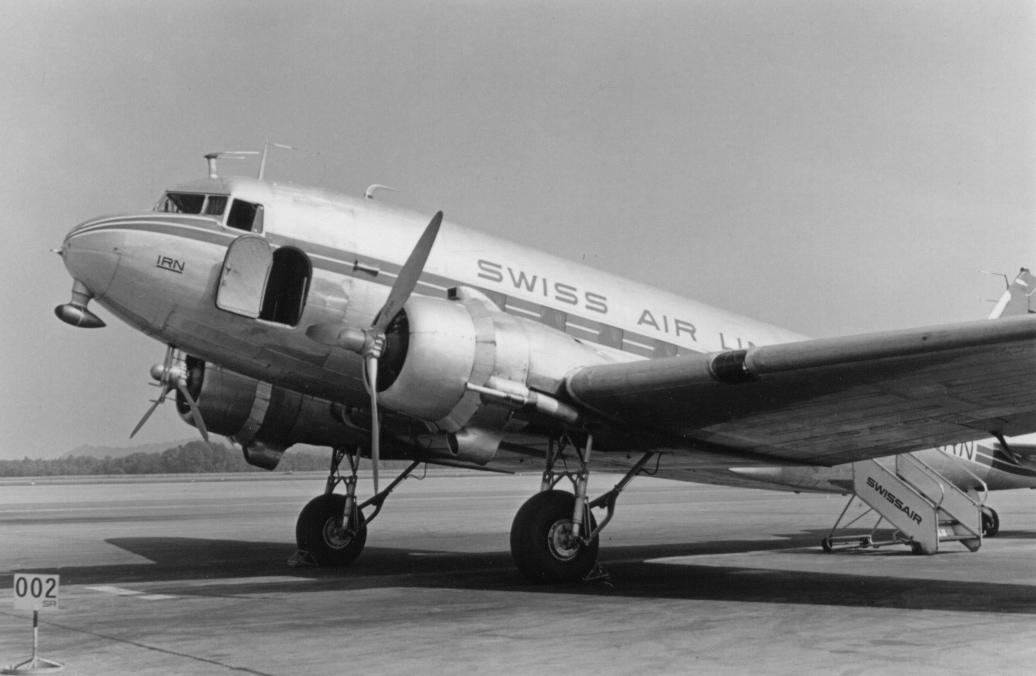
瑞士航空在20世紀50年代的DC-3

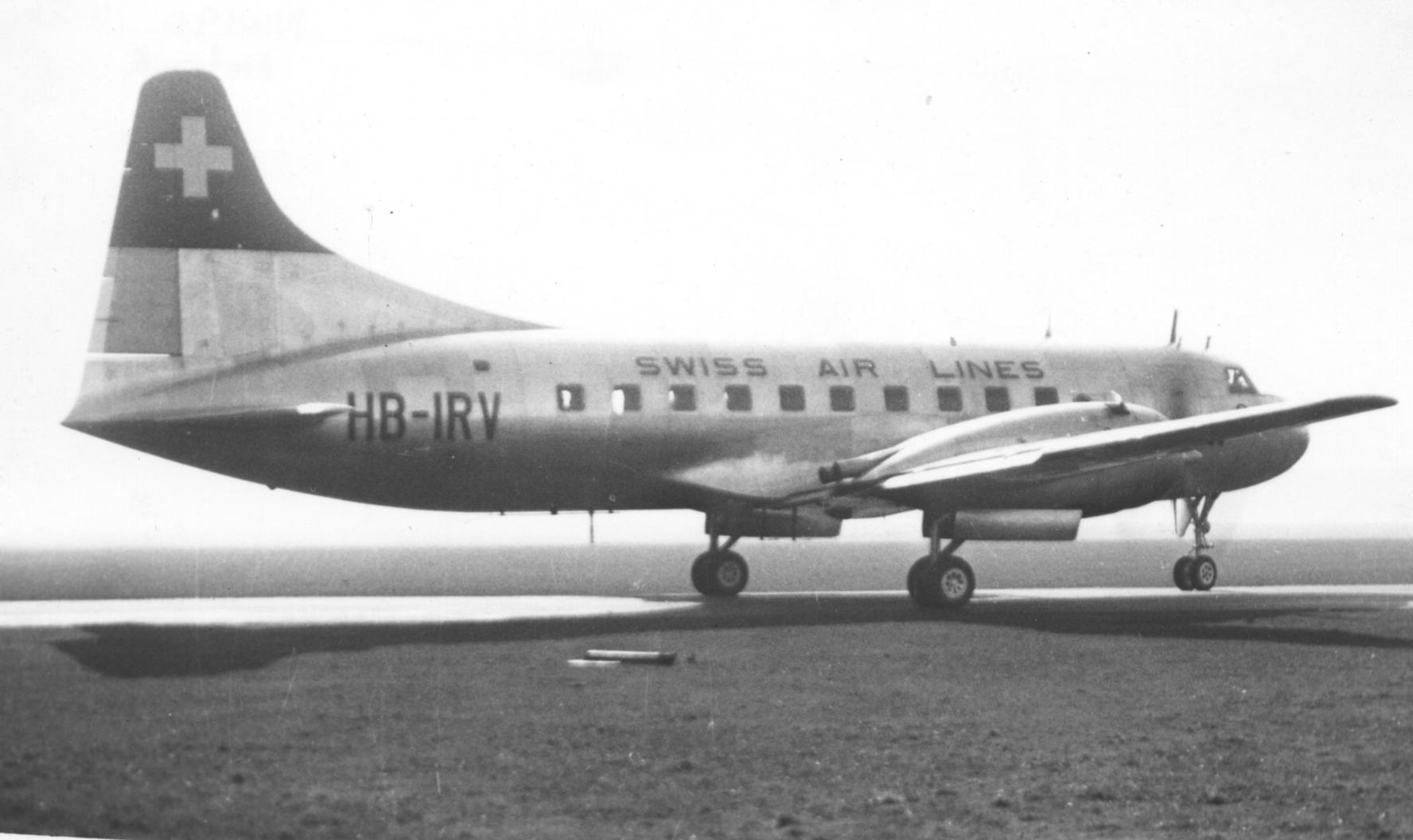
1950年3月，瑞航的康維爾240在曼徹斯特機場

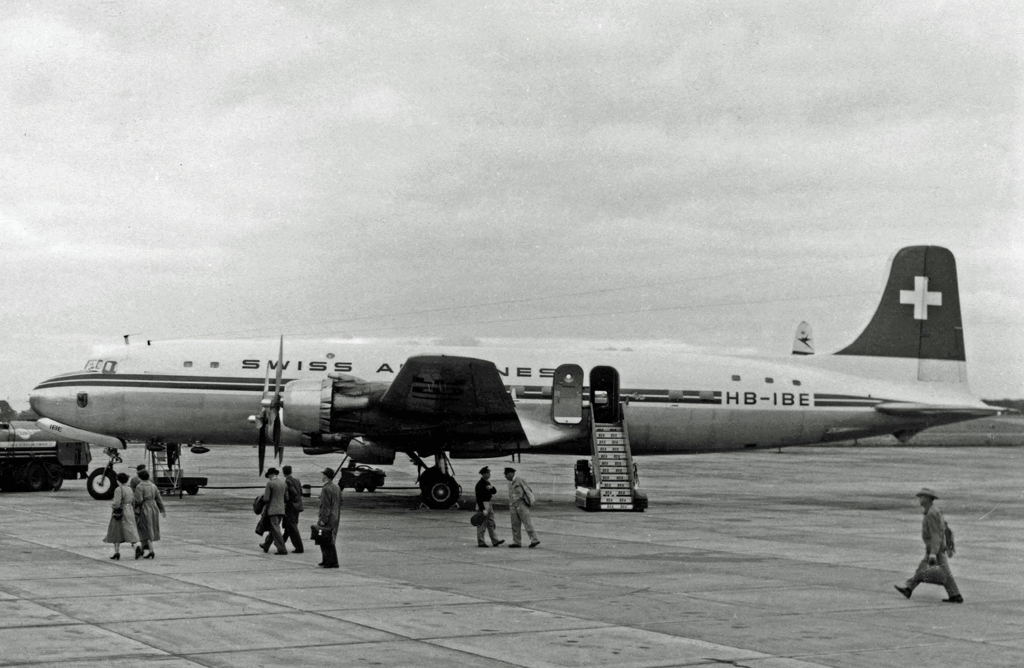
1954年，瑞航DC-6B在曼徹斯特

1947年，股東資本增至2000萬瑞士法郎，這使得瑞士航空開通長程航線，使用道格拉斯DC-4飛往紐約、南非和南美洲。1948年後期，康維爾CV240作為瑞航使用的第一款客艙增壓的客機投入到中短程航線上使用。第一班使用DC-4飛往紐約的班機在1947年5月2日起飛，經停香農和史蒂芬维尔，惟因紐約拉瓜迪亞機場大霧而降落在華盛頓，共用時20小時55分鐘。
包括瑞士聯邦政府，瑞士各州、各市，瑞士聯邦鐵路及瑞士郵政服務等在內的公眾佔有瑞航30.6%的股份，使得瑞航貸款1500萬瑞士法郎購買其首兩架道格拉斯DC-6B以在跨大西洋航線上取代DC-4，這些DC-6於1951年交付使用。此後，瑞士航空成為瑞士的載旗航空公司。
1948年，瑞士航空的基地由杜本多夫遷回蘇黎世克洛滕機場，而杜本多夫仍然保留軍事航空運輸。次年，瑞士航空因英鎊貶值陷入財務危機，而除了飛往美國的航班外的票價皆以英鎊為單位。1950年6月，瑞士聯邦鐵路原經理沃爾特·白賀德當選瑞士航空董事長，任期直至1971年。白賀德重視企業形象，並且在英國海外航空推出“Speedbird”標誌後推出箭頭形的瑞航標誌。另外，由於當時瑞航乘務員制服與瑞士女子陸軍的制服相似，白賀德決定將制服更換為現代化的海軍藍制服。

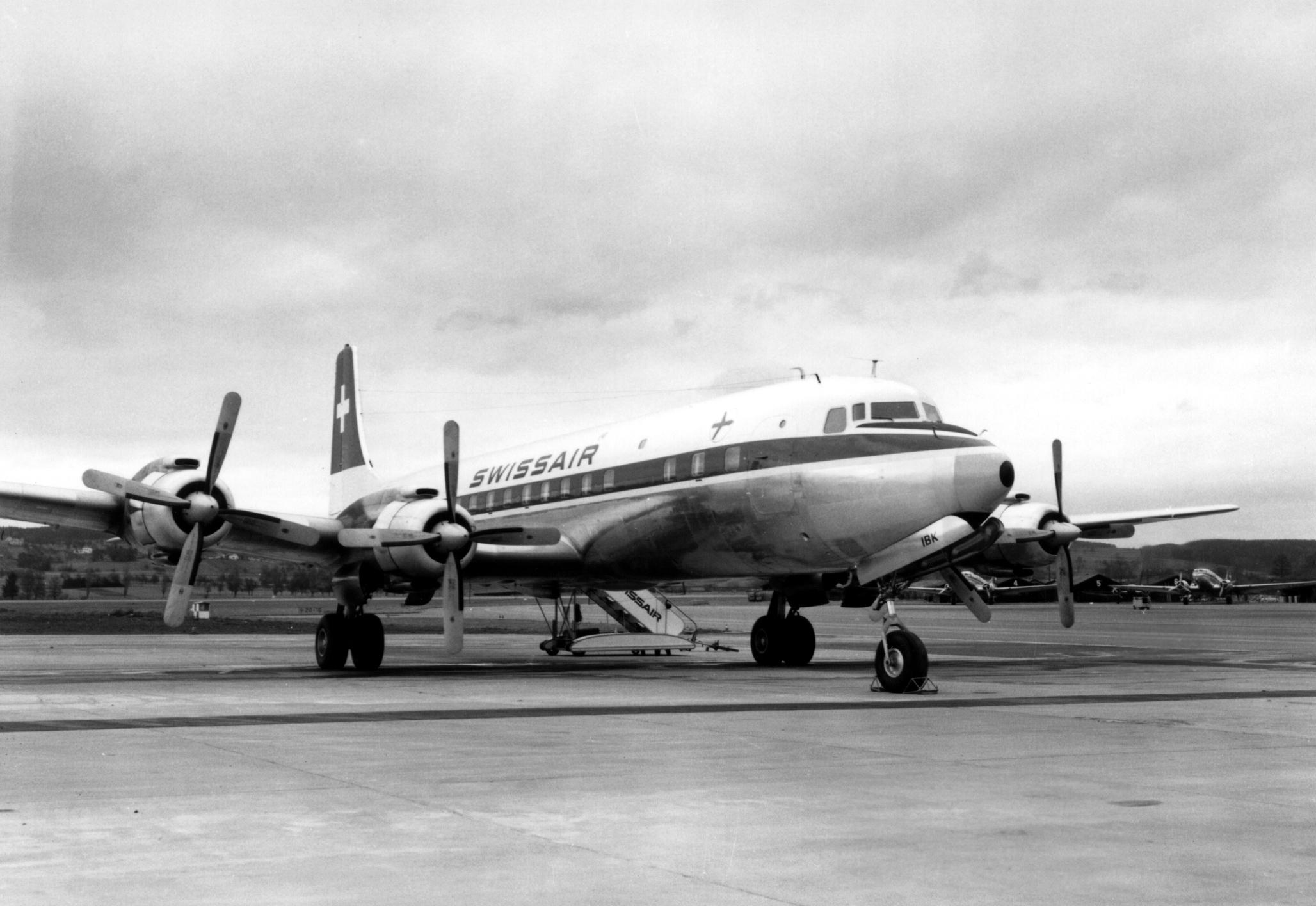
道格拉斯DC-7C (1957年)

1952年，跨北大西洋航線客機的客艙改用配備頭等艙和經濟艙的佈局。頭等艙配備利於乘客睡眠的被稱為Slumberettes的座椅，而這些座椅不久即被床鋪替代。兩張鄰近的座椅緊靠在一起，形成下層臥鋪，而內壁面板可向下折叠形成上層臥鋪。一年後，經濟艙在歐洲航線上也投入使用。
1953年，瑞士航空與巴塞爾市成立了一間名為Balair（與瑞航前身之一同名）的包機公司，最初使用瑞航較舊的飛機飛航度假地點。
瑞航還率先購買了道格拉斯DC-7C，該機使瑞航得以開通不停站直飛美國的航線，康維爾CV-440也在短途航線上投入使用。
1957年，瑞士航空將航點拓展到遠東，開通了經雅典、卡拉奇、孟買、曼谷和馬尼拉至東京的航線。同年，瑞航幫助亞里士多德·奧納西斯開通了希臘一家全新的航空公司——奧林匹克航空。
當其他航空公司最初使用渦槳飛機替換活塞引擎飛機時，瑞士航空直接使用噴射機替代活塞引擎飛機。瑞航與北歐航空同時購買了道格拉斯DC-8，並於1960年開始接收這些DC-8。瑞航還購買了卡拉維爾客機，將其用於中短程航線。這些飛機與北歐航空的同型號客機同時服役，且維修手冊亦是瑞士航空與北歐航空共同撰寫的。

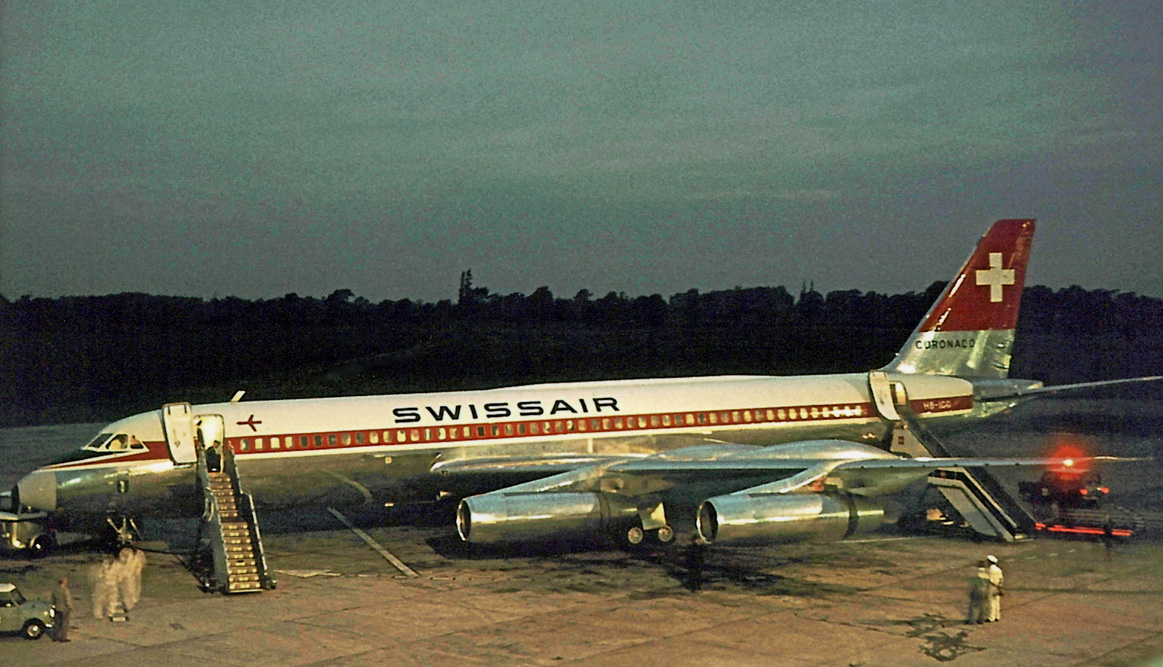
瑞航的康維爾990A (1962-1975)

瑞士航空是少數幾家購買康維爾990的航空公司，這些飛機自1962年起用於瑞航的中長程航線，飛航地點包括南美、西非、中東及遠東。
1966年，瑞士航空引進了道格拉斯DC-9，將其用於中短途航線。後來應瑞士航空的要求，道格拉斯推出了加長型號DC-9-32，瑞航也首次成為一種新機型的首發用戶。
1971年，Armin Baltensweiler成為瑞士航空公司的董事長，並且任職二十餘年。同年，瑞航接收其首架波音747-200，次年接收麥道DC-10-30，這兩種機型在1990年代前是瑞航長途航線的主力機型。1975年，瑞士航空開始飛航北京和上海，成為第二間飛航中華人民共和國的外國航空公司。同年，瑞航成為DC-9-51型的啟動用戶。1977年，瑞士航空亦成為DC-9-81（後來稱MD-81）的啟動用戶。1979年，瑞士航空成為第一家訂購空客A310-200和波音747-300的航空公司。同時，瑞航也是福克100和麥道MD-11的啟動用戶。1983年，瑞士航空用麥道MD-83取代舊版DC-9。

### “飛行的銀行”

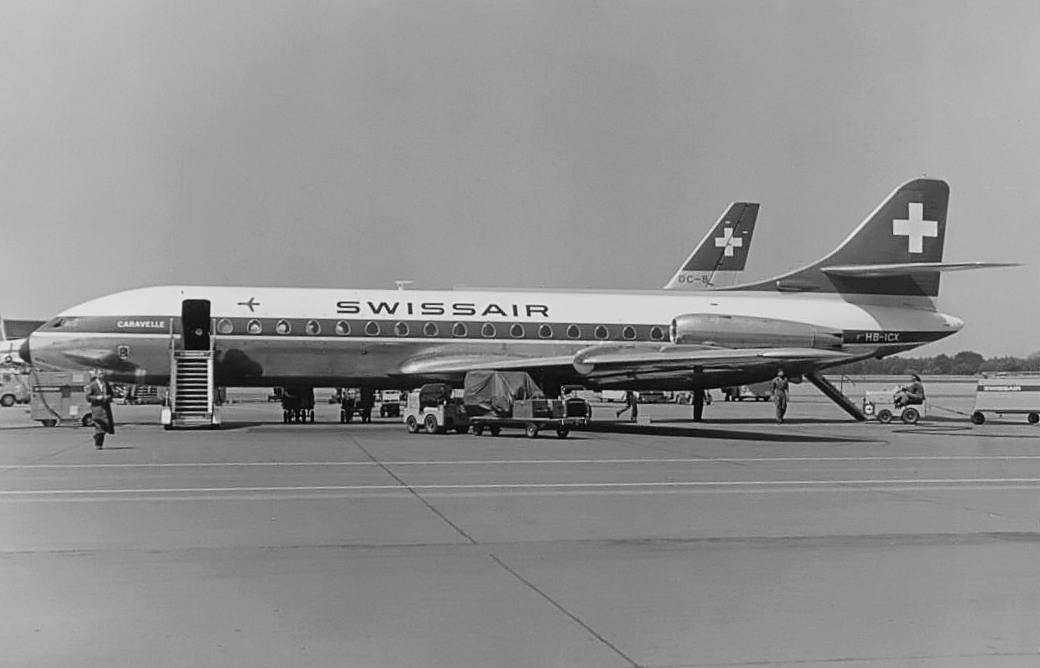
瑞士航空1961年的卡拉維爾型

20世紀60年代之後，航空運輸需求快速增長，這使得不少壟斷航線的航空公司收益大增。其中，瑞士航空因自身良好的聲譽而受益，也因瑞士的中立國身份得以開通獲利較大的飛往一些位於非洲與中東的地點的航線。瑞士處於歐洲中心的地理優勢也使得瑞航從轉機客流獲利。20世紀70年代初，瑞航因為自身巨額的賬外資產和流動資產被稱作“飛行的銀行”，它也表明瑞航更在意資產管理而非航空運營。
隨著歐洲航空市場逐步解除管制，航空公司也為日益增長的金融壓力所困。1978年，區域性航空公司十字航空（Crossair）成立，這為瑞士航空增加了壓力。為應對這些變化，瑞士航空將鉅資投入航班運營相關事業，這在犧牲商業航空這一核心業務的情況下使得瑞士航空的經濟風險多樣化。

### 集中
對於歐洲航空市場增長的自由化傾向，瑞士航空更加注重商業航空，並且增進了與其他航空公司的合作。1989年，瑞士航空與達美航空和新加坡航空簽署了合作協議，成立了“環球卓越”（Global Excellence）聯盟。1990年，瑞航與北歐航空、奥地利航空和芬蘭航空合作成立了“歐洲品質聯盟”（European Quality Alliance），該聯盟後來改名為“享飛聯盟”。
1990年至1991年，由於海灣戰爭及經濟衰退，不少航空公司虧損嚴重，航空市場的自由化更加劇了競爭。瑞士航空在前半年損失了9900萬瑞士法郎，導致瑞航繼1951年和1961年後第三次無法向股東支付股息。1991年至1992年，瑞士航空調撥財政後備以緩衝商業航空上的損失。

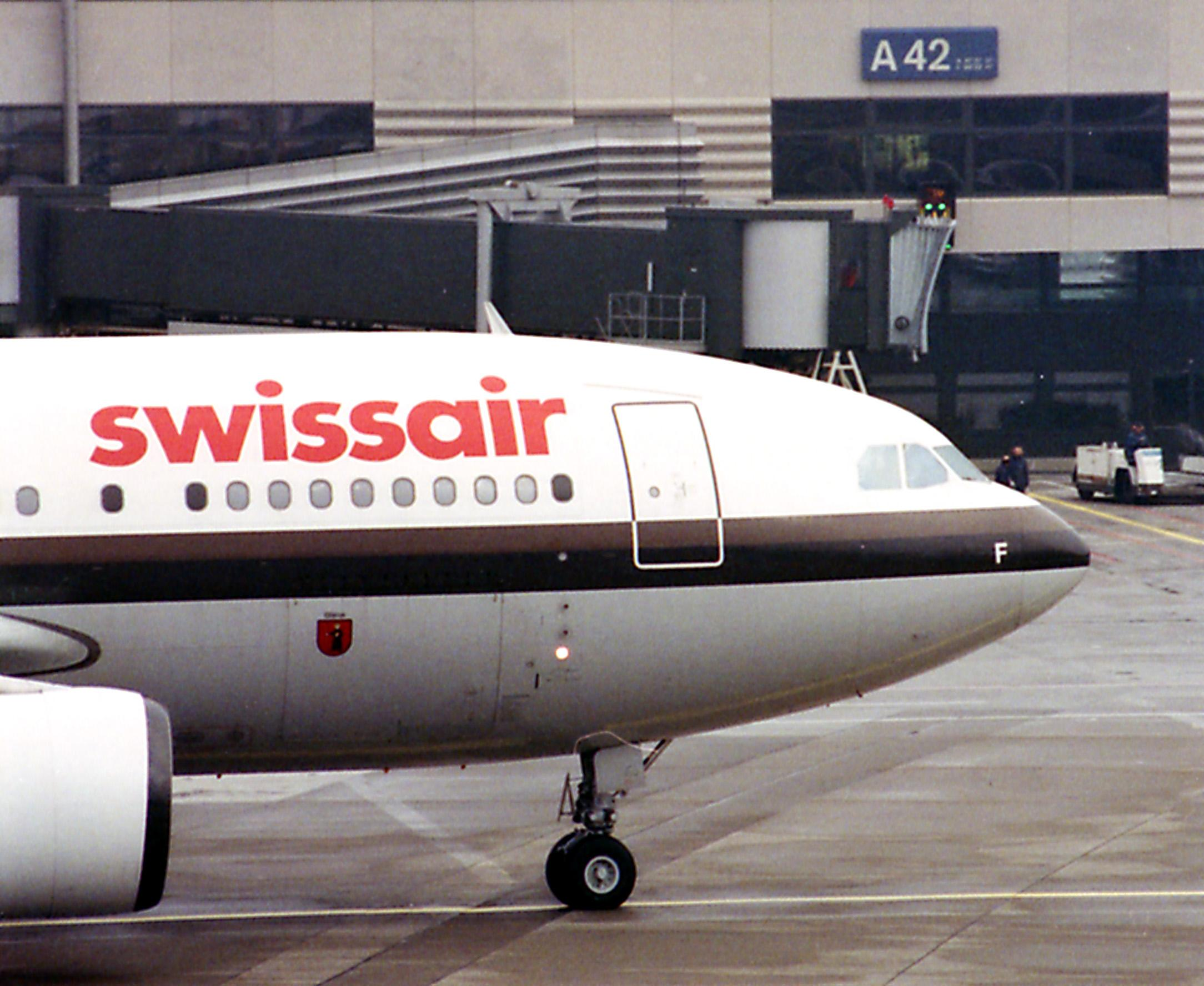
空客A310（1991年）

1991年1月1日，歐洲的商業航空全面自由化，航空公司之間的競爭更加激烈。1992年，瑞士公民在公投中對瑞士加入歐洲經濟區予以否決，這打擊了瑞士航空，使該公司無權經營經停歐洲經濟區會員國往第三國的航線（如蘇黎世-法蘭克福-紐約）。
與其他較小國家的航空公司一樣，瑞士航空當時也處在重壓之下。為在國際市場上獲得一席之地，越來越多的國家航空公司加入航空聯盟。然而一家航空公司為了與美國的航空公司結盟，必須有較大的載客量。為此，瑞士航空在1993年計劃與北歐航空、荷蘭皇家航空、漢莎航空與奧地利航空結盟，該計劃稱作“Alcazar”，但在很多國家遭批評。

### 獵人策略
20世紀80年代末至90年代初，瑞士航空試圖與法國航空、漢莎航空、英國航空合併以拓展歐洲市場。在取消管制之後，瑞士航空試圖擴展至瑞士市場之外。Alcazar計劃取消後，瑞士航空渴望成為歐洲航空的主要力量之一。
瑞士航空在1990年代啟動了爭議頗多的“獵人策略”，即由麥肯錫公司提出的擴張計劃。在此策略下，瑞航通過收購一些小型航空公司來擴張市場，而非加入航空聯盟。隨後，瑞士航空決定收購一家意大利包機航空公司Air Europe，以及比利時航空(Sabena)49.5%的股權，持股自由航空（Air Liberté）、AOM、海岸航空公司（Air Littoral）、Volare、波蘭航空、土耳其航空、南非航空、Portugália和LTU，並計劃持股愛爾蘭航空、芬蘭航空、匈牙利航空以及巴西天馬航空和跨巴西航空。在2000年中期，瑞航之後三年的損失估計介於32.5億至44.5億瑞士法郎之間。然而瑞航管理層仍然堅持舊有的重組計劃。另外，瑞士航空曾計劃接管意大利航空。
2000年夏季，瑞航首席執行官Philippe Bruggisser在公眾對於瑞航財政情況擔憂的壓力下上任。然而，瑞士航空和比利時航空每天虧損一百萬法郎，同時德國LTU航空與法國投資每天亦損失一百萬法郎。由此，瑞航試圖回收自己在國外的投資。2001年1月Bruggisser離職，十字航空的創始人Moritz Suter則成為瑞航集團的首席執行官，唯於44天後辭職。
2001年3月，瑞航董事長辭職，雀巢原財務長馬里奧·科蒂上任。
瑞航集團的資金流動危機仍在繼續，且在9-11事件後惡化。由於無力償還巨額債務再加上瑞士聯合銀行拒絕增加瑞航的信用額度，瑞航於2001年10月2日停飛。民眾為此譴責瑞銀，抗議者舉牌將瑞銀總裁馬塞爾·奧斯佩爾指責為“本·奧斯佩爾”（Bin Ospel），並稱瑞銀為“瑞士聯合強盜”（United Bandits of Switzerland，縮寫與瑞銀的縮寫同為UBS）。
為繼續運營，瑞航需要瑞士政府的兩次過渡性融資。儘管復航，瑞士航空的機組人員仍需在國外的機場支付巨額燃油費。

### 停飛
2001年10月1日，一個名為“鳳凰”的重組計劃以及延遲還貸的請求通過新聞發佈會提出，而瑞航服務的繼續由願意償還一半貸款的瑞士聯邦部門保證。
2001年10月2日，瑞航提出“暫緩清償”後，資金儲備依然不足以支撐早間航班。當天早上，瑞航客機的燃油供應因被拒絕而中斷。
當天15時45分，馬里奧·科蒂宣佈瑞航暫時停航，這使得全球上千旅客以及機組人員滯留，瑞航企業信用卡帳戶被銀行封鎖，所有售出的客票也都宣告作廢。
2001年10月4日，瑞士航空前雇員於瑞銀集團在格拉特布魯格的發佈會前示威，次日伯爾尼的聯邦廣場也發生了抗議事件。
同時，瑞航集團在十字航空的股權售予瑞銀集團和瑞士信貸集團。此外，十字航空接管了原瑞士航空的資產，包括其員工、飛機和大多數歐洲航線。瑞士航空與SAirGroup進入清算程序，並於2002年3月31日停止運作。十字航空更名為瑞士國際航空並在2002年4月1日接管了瑞士航空的洲際航線，這宣告了瑞士航空71年運作的終結。

### 合并過渡期
2001年10月5日，瑞士聯邦緊急貸款逾4.5億瑞士法郎，恢復了瑞士航空的大多數航班。此舉一方面是爲了保證瑞士作為商務中心的可達性，另一方面打下了瑞士國際航空成立的基礎。
在瑞士聯邦政府投入可償還的10億瑞士法郎之後，瑞航機隊內的26架長程客機（MD-11與A330）與26架中短程客機（A319、A320、A321）得以在2001-2002年冬春航季末轉手至十字航空（即後來的瑞士國際航空）。2002年4月1日，由聖保羅起飛的SR145號班機降落在蘇黎世，這是原瑞士航空的末班機；原瑞士航空的客機也改為瑞士國際航空塗裝。而瑞士航空集團仍然以'SAirGroup in Nachlassstundung'的名稱存在了數年，直至其全部資產清償。原屬瑞士航空的配餐公司Gategourmet現今依然存在，但已经易手他人。

## 機隊

### 結業時機隊
| 機型             | 在役 | 訂購 | 載客量 | 載客量 | 載客量 | 載客量 | 備註                                          |
| 機型             | 在役 | 訂購 | F      | C      | Y      | Total  | 備註                                          |
| ---------------- | ---- | ---- | ------ | ------ | ------ | ------ | --------------------------------------------- |
| 空中巴士A319     | 9    | —    | —      | 75     | 35     | 110    |                                               |
| 空中巴士A320     | 20   | —    | —      | 72     | 62     | 134    |                                               |
| 空中巴士A321     | 12   | —    | —      | 76     | 94     | 170    |                                               |
| 空中巴士A330-200 | 16   | —    | 12     | 42     | 142    | 196    |                                               |
| 空中巴士A340-600 | —    | 9    |        |        |        |        | 訂單因破產而取消                              |
| 麥道MD-11        | 19   | —    | 12     | 49     | 180    | 241    | 原有20架，其中一架(瑞士航空111號班機空難)墜毀 |
| 總計             | 76   | 9    |        |        |        |        |                                               |

### 歷史機隊

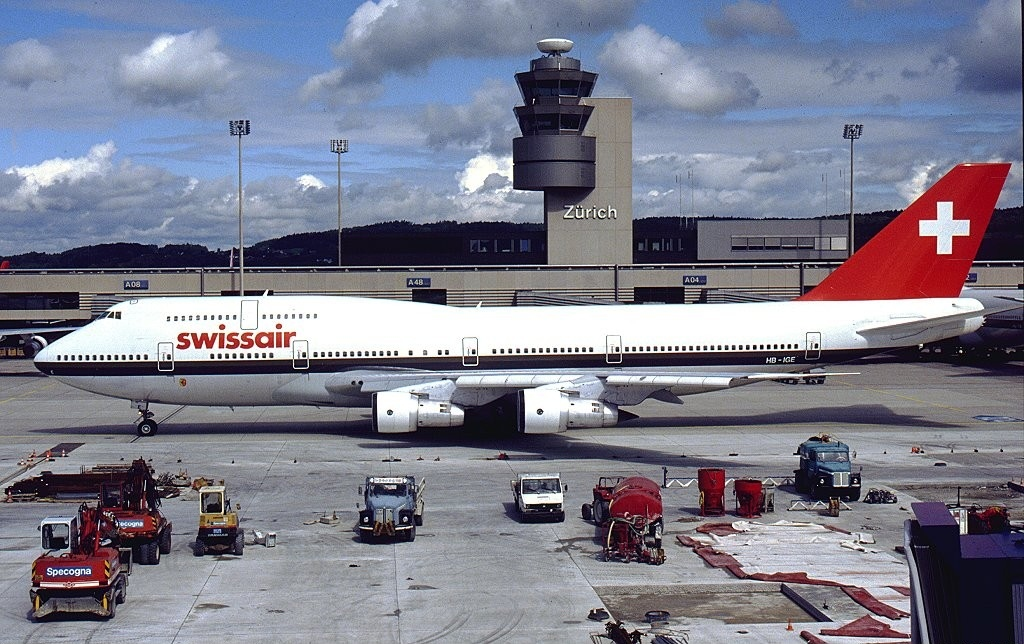
瑞航波音747-300型客機

瑞士航空在運營的71年中使用過以下機型：

## 航點

### 亞洲
中国大陆
- 北京 - 北京首都國際機場
- 上海 - 上海浦东國際機場

 香港
- 香港國際機場

 印度
- 德里 - 英迪拉·甘地國際機場

 日本
- 東京 - 成田國際機場
- 大阪 - 關西國際機場

 新加坡
- 新加坡樟宜機場

 泰國
- 曼谷 - 蘇凡納布國際機場

 沙烏地阿拉伯
- 吉達 - 阿卜杜勒-阿齊茲國王國際機場

伊朗
德黑兰－德黑兰国际机场

### 非洲
阿尔及利亚
- 阿爾及爾 - 胡阿里·布邁丁機場

 埃及
- 開羅 - 開羅國際機場

 摩洛哥
- 卡薩布蘭卡 - 穆罕默德五世國際機場

 奈及利亞
- 拉各斯 - 穆爾塔拉·穆罕默德國際機場

### 歐洲
奥地利
- 維也納 - 維也納國際機場

 比利时
- 布魯塞爾 - 布魯塞爾機場

 賽普勒斯
- 拉納卡 - 拉納卡國際機場

 捷克
- 布拉格 - 布拉格魯濟涅國際機場

 法國
- 波爾多 - 波爾多機場（英语：Bordeaux–Mérignac Airport）
- 里昂 - 里昂圣埃克絮佩里機場
- 巴黎 - 巴黎夏爾·戴高樂機場
- 斯特拉斯堡 - 斯特拉斯堡機場

 德国
- 柏林 - 柏林-泰格爾奧托·利林塔爾機場
- 杜塞爾多夫 - 杜塞爾多夫機場
- 法蘭克福 - 法蘭克福機場
- 漢諾威 - 漢諾威機場
- 慕尼黑 - 慕尼黑機場
- 紐倫堡 - 紐倫堡機場
- 斯圖加特 - 斯圖加特機場

 希腊
- 雅典 - 雅典海蘭尼孔國際機場（英语：Ellinikon International Airport）
- 塞薩洛尼基 - 塞薩洛尼基馬其頓國際機場

 匈牙利
- 布達佩斯 - 布達佩斯國際機場

 義大利
- 米蘭 - 馬爾彭薩機場
- 羅馬 - 菲烏米奇諾機場
- 威尼斯 - 威尼斯—泰塞拉機場

 挪威
- 奧斯陸 - 奧斯陸加勒穆恩機場

 波蘭
- 克拉科夫 - 若望·保禄二世国际机场
- 華沙 - 華沙肖邦機場

 俄羅斯
- 莫斯科 - 謝列梅捷沃國際機場
- 聖彼得堡 - 普爾科沃機場

 西班牙
- 阿利坎特 - 阿利坎特機場
- 巴塞羅那 - 巴塞羅那機場
- 馬德里 - 馬德里—巴拉哈斯機場

 瑞典
斯德哥爾摩 - 斯德哥爾摩—阿蘭達機場
 瑞士
- 伯爾尼 - 伯爾尼機場
- 日內瓦 - 日內瓦國際機場 樞紐
- 蘇黎世 - 蘇黎世機場

 乌克兰
- 基輔 - 鮑里斯波爾國際機場

 英国
- 倫敦
  - 倫敦希思羅機場
  - 格域機場
- 曼徹斯特 - 曼徹斯特機場

 葡萄牙
- 里斯本 - 里斯本机场

### 美洲
北美洲
 加拿大
- 蒙特利爾 - 蒙特利爾皮埃爾·埃利奧特·特魯多國際機場

 美国
- 紐約 - 約翰·菲茨傑拉德·肯尼迪國際機場
- 邁阿密 - 邁阿密國際機場

## 瑞士亞洲航空

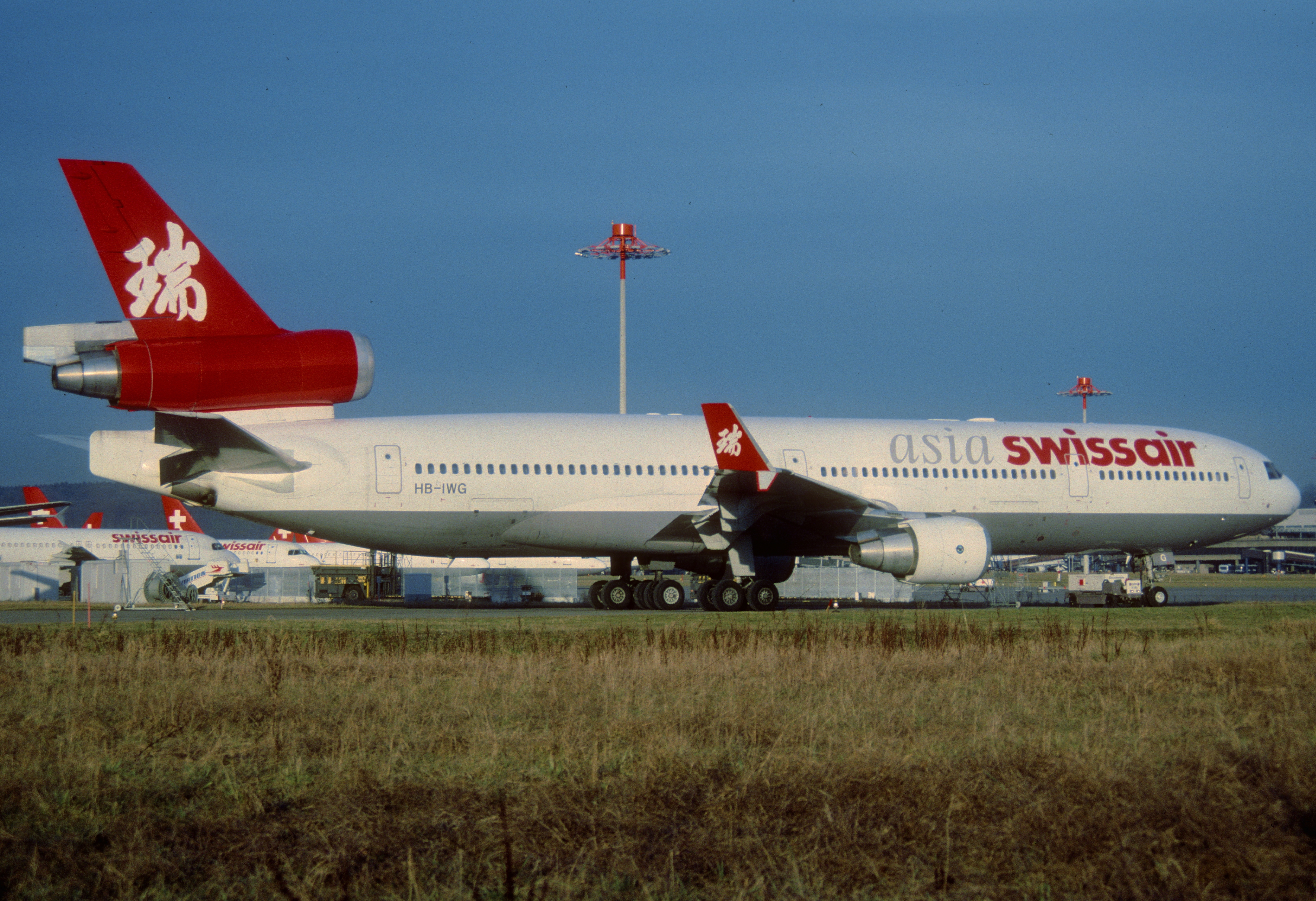
瑞亞航塗裝的MD-11（攝於2002年1月）

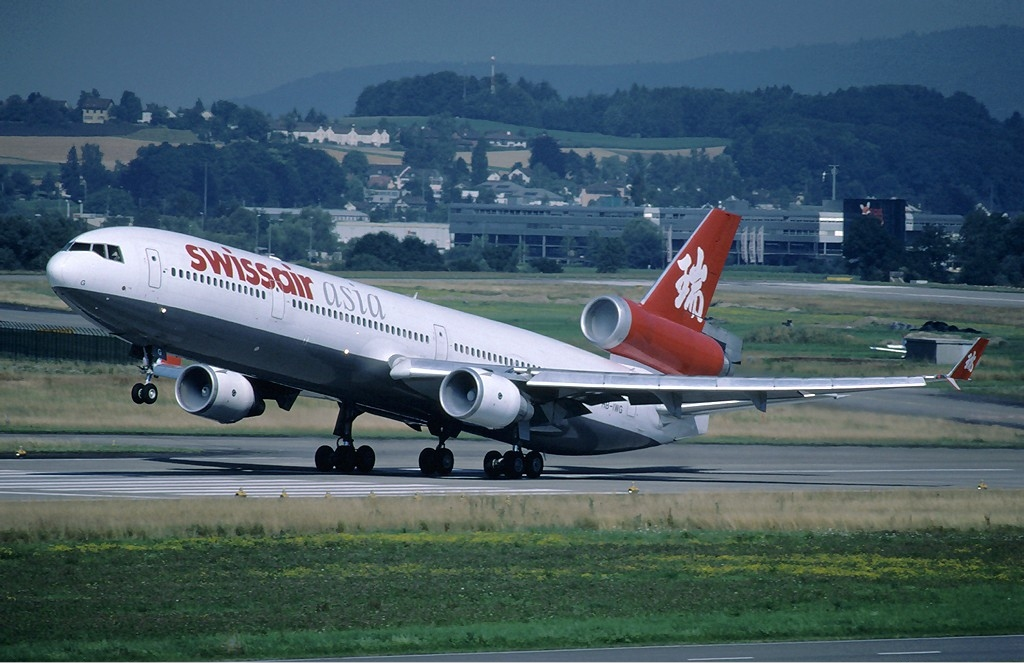
瑞亞航MD-11

瑞士亞洲航空（英語：Swissair Asia，簡稱瑞亞航）是瑞士航空為在飛航中國大陸的同時飛航台灣而於1995年單獨設立的子公司，提供蘇黎世經曼谷至台北的航班服務。類似的公司有日本亞細亞航空、英國亞洲航空等。
瑞亞航全線使用2架MD-11，塗裝相較于瑞航有所變化，機身兩側改為「Swissair asia」，垂直尾翼上以漢字「瑞」取代十字圖案。而有時瑞亞航的客機也會飛航母公司的航線。唯因瑞航財務危機，瑞亞航於2001年10月11日停航。

## 破產後續
2002年，瑞士國際航空繼承原瑞航成為瑞士載旗航空公司。瑞士國際航空接手了原瑞士航空的26架長程客機、26架中程客機以及十字航空的機隊（包括ERJ-145、薩博2000、麥道80以及BAe146），并將它們的塗裝統一改為瑞士國際航空的塗裝。2005年，瑞士國際航空被德國漢莎航空收購e。
原瑞士航空在破產前曾計劃加入星空聯盟，但因破產未能加入。而瑞士國際航空曾計劃加入寰宇一家，但在2004年6月3日宣佈不加盟；被漢莎航空收購后，瑞士國際航空在2006年才加入星空聯盟。

## 飛行事故
瑞士航空在運營的71年中發生了九起嚴重事故，共導致390人死亡。
| 1954年6月19日 | 一架康維爾240（編號HB-IRW）因燃料耗盡，在英吉利海峽接近福克斯通處水上迫降，三名機組人員倖存，但五名乘客中三人因不會游泳而死亡。當時民航飛機並沒有強制規定搭載救生艇或救生衣，該事故及其類似事故的發生使得民航機搭載救生器材成為強制規定。 |
| 1956年7月15日 | 一架康維爾440在由聖地亞哥經紐約、甘德、香儂飛往蘇黎世準備交付時，在香農機場降落時因急轉彎而失速墜毀，四名機組人員遇難。 |
| 1957年6月18日 | 一架道格拉斯DC-3在進行單發動機關閉的訓練飛行時墜毀，機上9人全數遇難。 |
| 1963年9月4日  | 瑞士航空306號班機（卡拉維爾型，HB-ICV）在起飛時輪胎爆炸起火，輪胎碎片損壞飛機液壓系統使得飛機失控，墜毀於蘇黎世，全機80人遇難。 |
| 1967年2月10日 | 一架康維爾CV-440在雲中撞山，四名機組人員死亡。 |
| 1970年2月21日 | 瑞士航空330號班機（康維爾990，HB-ICD）由蘇黎世飛往特拉維夫，起飛后9分鐘發生炸彈爆炸，客機在試圖緊急降落時墜毀，47人死亡。 |
| 1970年9月6日  | 三架被劫持的噴射機（包括一架瑞航DC-8客機，HB-IDD）在約旦扎爾卡被恐怖分子炸毀。 |
| 1979年10月8日 | 瑞士航空316號班機（道格拉斯DC-8，HB-IDE）由日內瓦飛往雅典，在“惡劣條件”下降落在雅典機場後因速度過快衝出跑道，14名乘客遇難。 |
| 1998年9月2日  | 瑞士航空111號班機，一架麥道MD-11由紐約肯尼迪機場飛往日內瓦時因電線短路導致客艙失火，客機在大西洋臨近哈利法克斯處墜毀，全機229人喪生。 |